# Urzeala tronurilor (joc video)
Urzeala tronurilor (engleză: Game of Thrones) este un joc video de acțiune RPG bazat pe romanul Urzeala tronurilor, primul din seria Cântec de gheață și foc de George R. R. Martin, care a fost ecranizat și de HBO ca Urzeala tronurilor (serial). Jocul este dezvoltat de Cyanide și distribuit de Atlus în America de Nord și de Focus Home Interactive în Europa și Australia. James Cosmo și Conleth Hill reinterpretează rolurile din seria HBO ca Lord Comandant Jeor Mormont și, respectiv, ca Lord Varys. George R. R. Martin are o apariție cameo ca Maester Martin în Castlewood. Jocul folosește mai multe elemente folosite în cadrul serialului, cum ar fi muzica.